# Barraló
El barraló, també conegut com a barril a Barcelona o arminya al Camp de Tarragona i al Penedès, era una antiga unitat de mesura de massa per a líquids, sobretot de vi, equivalent entre 30 i 34'66 litres. Equivalències:
- 4 barralons = 1 càrrega.[2]
- 16 barralons = 1 pipa.[2]
- 1 barraló = 2 mallals o càntirs, o 4 quartans, o 8 quartins, o 32 porrons o meitadelles.[1][3]

Per més informació, vegeu carga.